# Juan Martín Lucero
Juan Martín Lucero (* 10. November 1991 in Junín, Provinz Mendoza) ist ein argentinischer Fußballspieler auf der Position des Stürmers.

## Karriere
Juan Martín Lucero kam aus der Jugend des CSD Defensa y Justicia und gab sein Profidebüt 2010 beim 0:0 gegen CA Aldosivi. Er wurde zum Stammspieler des Klubs und wurde in der Saison 2013/14 mit 24 Toren Torschützenkönig der Primera B Nacional. Im Juli 2014 wechselte der Stürmer zum Erstligaklub CA Independiente, bei dem er in 34 Spielen neun Tore erzielte. Über den malaiischen Klub Johor Darul Ta’zim FC ging Lucero nach Mexiko zu Club Tijuana. Tijuana verlieh den Torjäger ab 2019 mehrmals in seine argentinische Heimat. 2022 kehrte Lucero Mexiko dann endgültig den Rücken und ging zum chilenischen Hauptstadtklub CSD Colo-Colo.

## Erfolge
Fortaleza
- Copa do Nordeste: 2024

## Auszeichnungen
- Torschützenkönig der zweiten Liga Argentiniens: 2013/14
- Torschützenkönig Copa do Nordeste: 2023